# 국제 핸드볼 연맹
국제 핸드볼 연맹(International Handball Federation, IHF)은 핸드볼 종목을 총괄하는 국제 단체이다. 스위스 바젤에 본부를 두고 있다.

## 주관 대회
- 세계 남자 핸드볼 선수권 대회
- 세계 여자 핸드볼 선수권 대회
- 세계 주니어 남자 핸드볼 선수권 대회
- 세계 주니어 여자 핸드볼 선수권 대회